# Рожки (Оржицкий район)
Рожки (укр. Ріжки) — село,
Чевельчанский сельский совет,
Оржицкий район,
Полтавская область,
Украина.
Код КОАТУУ — 5323687002. Население по данным 1987 года составляло 40 человек.
Село ликвидировано в 1995 году.

## Географическое положение
Село Рожки находится на расстоянии в 1,5 км от села Чевельча.

## История
- 1995 — село ликвидировано[1].
- до 1945 хутор Рожков
- Хутор Рожков образован слиянием хуторов Рыжков[2] и Дьячков[3] до 1912 года
- Были приписаны к Николаевской церкви села Чевельча[4]